# Жевтун, Игорь Владимирович
И́горь «Джефф» Влади́мирович Жевту́н (р. 3 марта 1967, Тюмень) — советский и российский рок-музыкант, наиболее известен как гитарист сибирских андеграундных коллективов «Инструкция по выживанию» (1985—1986, 1989, 1994, 1998, 1999, 2008, 2010), «Гражданская оборона» (1988—1989, 1989—1990, 1993—1997, 1998, 1999, 2004), «Егор и опизденевшие» (1990—1993), «Коммунизм» (1989—1990, 2010 — настоящее время), Чернозем.

## Музыкальная карьера
В 1985 году вместе с Аркадием Кузнецовым организовал группу «Инструкция по выживанию». В 1986 году был призван в армию.
В 1988 году после демобилизации вошёл в состав группы «Гражданская оборона», став вплоть до 1999 года её постоянным участником.
В этом же году принимал участие в записи альбома группы «Янка И Великие Октябри» под названием «Деклассированным Элементам» в качестве гитариста.
В 1989 году принял участие в записи четвертого студийного альбома «Родина слышит» группы «Коммунизм», где подпевал лишь в одной песне.В этом же году принял участие в записи пятого студийного альбома группы «Коммунизм» Солдатский сон в качестве гитариста.В том же самом 1989 году принял участие в записи восьмого студийного альбома группы «Коммунизм» Сатанизм где пел в одной из песен и играл на гитаре.
В 1990 принимал участие в записи первого альбома «Егор и опизденевшие» «Прыг-Скок» в роли гитариста и басиста.
Затем принимал участие в записи второго альбома «Егор и опизденевшие «Сто лет одиночества» все также в роли гитариста и басиста.
В 1993 принимал участие в записи неизданного альбома «Психоделия Tomorrow» сыграв на гитаре в песне под номером 15.
В 1992—1993 годах участвовал в студийной и концертной деятельности группы «Кооператив Ништяк».
В 1993 году собрал группу «Последний патрон» для записи альбома «Флаг».
В 1997 году «Флаг» был перезаписан.
С 2005 года — участник группы «Окраина» (проекта поэта Андрея Родионова).
В 2010 году стал гитаристом возрождённого проекта «Коммунизм».
С 2015 года выступает в группе Константина Рябинова «Кузьма и ВиртУОзы».
С 2016 года участвует в проектах «Стеклотара» и «Третьим будешь?».
С 2017 года вместе с Константином Рябиновым выступал дуэтом «Кузьма и Джефф» и группе «Ансамбль Мечта».
Женат, есть сыновья Глеб и Константин.

## Дискография

### Гражданская Оборона
- 1989 — Песни радости и счастья
- 1989 — Война
- 1989 — Здорово и вечно
- 1989 — Армагеддон-попс
- 1989 — Русское поле экспериментов
- 1989 — Посев
- 1990 — Инструкция по выживанию
- 1990 — Последний концерт в Таллине
- 1994 — Русский прорыв в Ленинграде
- 1997 — Солнцеворот
- 1997 — Невыносимая легкость бытия
- 2005 — Лунный переворот
- 2005 — Сносная тяжесть небытия
- 2006 — ХХ лет

### Коммунизм
- 1989 — Родина слышит
- 1989 — Солдатский сон
- 1990 — 13
- 1990 — Хроника пикирующего бомбардировщика
- 1994 — Благодать

### Цыганята и я с Ильича
- 1989 — Гаубицы лейтенанта Гурубы

### Егор и опизденевшие
- 1990 — Прыг-скок
- 1992 — Сто лет одиночества
- 2001 — Психоделия Tomorrow

### Янка
- 1988 — Деклассированным элементам
- 1989 — Ангедония
- 1989 — Домой
- 1991 — Стыд и срам
- 2018 — Выступление в ДК «Железнодорожник» 1989

### Родина
- 1995 — Быть живым

### Черный Лукич
- 1995 — Ледяные каблуки

### Чернозём
- 1995 — Подарок для самого слабого
- 2004 — Паводок (Непонятный праздник)

### Кооператив ништяк
- 1992 — Сделай сам умелыми руками
- 1992 — Мутабор
- 1993 — Венок на бледный лоб Диониса
- 1998 — Магические ребра Мерлина

### Кузя УО и Христосы на паперти
- 1989 — Трам-та-ра-ра-ра-рам

### Последний патрон
- 1993 — Флаг (первая версия)
- 1997 — Флаг (вторая, окончательная версия)

## Фильмография
- «Здорово и вечно» (документальный, 2014)
- «Следы на снегу» (документальный, 2014)